# Inherent Vice (película)
Inherent Vice (en España, Puro vicio; en Hispanoamérica, Vicio propio) es una película neo noir estadounidense del 2014 escrita y dirigida por Paul Thomas Anderson y basada en la novela homónima de Thomas Pynchon. Cuenta con actuación de Joaquin Phoenix, Josh Brolin, Owen Wilson, Katherine Waterston, Reese Witherspoon, Benicio del Toro, Jena Malone, Maya Rudolph y Martin Short. Se trata de la primera adaptación cinematográfica de una obra de Pynchon; fue estrenada en el Festival de Cine de Nueva York de 2014 y lanzada en los cines de Estados Unidos el 12 de diciembre de 2014.

## Argumento
En 1970, Shasta Fay Hepworth (Katherine Waterston) visita la casa de playa de su exnovio, Larry "Doc" Sportello (Joaquin Phoenix), un hippie investigador privado en Gordita Beach, Condado de Los Ángeles. Ella le cuenta sobre su nuevo amante, Michael Z. "Mickey" Wolfmann (Eric Roberts), un rico desarrollador de bienes raíces, y le pide que ayude a evitar que la esposa de Mickey y su amante secuestren a Mickey y lo envíen a un manicomio. Doc recibe en su consultorio psiquiátrico a Tariq Khalil (Michael K. Williams), un miembro de la Familia Black Guerrilla. Khalil contrata a Doc para encontrar a Glen Charlock (Christopher Allen Nelson), un miembro de la Hermandad Aria que conoció en la cárcel, que le debe dinero y es uno de los guardaespaldas de Wolfmann.No es que le hubiera gustado hacer negocios con un nazi, pero hallaron que opinaban lo mismo sobre el gobierno. Doc visita el proyecto de Wolfmann, Channel View Estates y entra en Chick Planet el único negocio en el centro comercial en desarrollo, un salón de masajes, donde conoce a una empleada, Jade (Hong Chau). Busca en las instalaciones a Charlock, pero es golpeado con un bate de béisbol y se derrumba. Se despierta afuera, acostado junto al cadáver de Charlock y rodeado de policías. Doc es interrogado por el detective Christian F. "Bigfoot" Bjornsen (Josh Brolin) de la policía de Los Ángeles, y descubre que Wolfmann ha desaparecido. Su abogado, Sauncho Smilax (Benicio del Toro), lo ayuda a organizar su liberación.
Doc es contratado por la ex adicta a la heroína Hope Harlingen (Jena Malone), que está buscando a su esposo desaparecido, Coy (Owen Wilson). Le dijeron que Coy estaba muerto, pero cree que está vivo debido a un gran depósito en su cuenta bancaria. Jade le deja un mensaje a Doc pidiéndole juntarse y advirtiéndole que «tenga cuidado con el Colmillo Dorado». La encuentra en un callejón, donde ella le pide disculpas por lo que pasó, explicando que hubo coerción policiaca. Allí también se encuentra con Coy, quien le dice que se está escondiendo en una casa en Topanga y le revela que Golden Fang (“colmillo dorado”) es el nombre de un barco sospechoso que entra y saca cosas del país. Doc habla con Sauncho, quien le cuenta algunas cosas extrañas sobre el barco y que, la última vez que navegó, Mickey y Shasta estaban a bordo. En una segunda reunión, Coy confirma ser un informante de la policía y teme por su vida, sólo que quiere regresar con su esposa e hija. Más tarde, Jade le informa a Doc que Golden Fang es un cártel indochino de heroína y utilizan Chick Planet como fachada para lavar dinero. Gracias a una postal de Shasta, Doc encuentra un gran edificio con forma de colmillo dorado y se encuentra con el dentista Rudy Blatnoyd (Martin Short).
Bigfoot llama a Doc y le dice que Blatnoyd acaba de ser encontrado muerto con mordeduras de colmillos en el cuello. Bigfoot decide ayudar a Doc a encontrar a Coy y le dice que busque a un tal Puck Beaverton (Keith Jardine), «un tipo siniestro» en Chryskylodon, lugar del que ya le había hablado a Doc la esposa de Wolfmann, y que resultó ser un manicomio dirigido por un culto conectado con Golden Fang. Allí encuentra a Mickey, que está siendo vigilado por el FBI y le dice a Doc que se sintió culpable por la negatividad que causó su negocio inmobiliario y que quiere regalar su dinero. Parece ser un miembro feliz del culto. Doc también vislumbra a Coy y a Puck, de quien por diversas pistas descubre que está de algún modo relacionado con Shasta. Cuando Doc regresa a su casa en la playa, halla a una Shasta indiferente a los problemas que causaron su desaparición. Ella confiesa haber estado en el Golden Fang en una "gira de tres horas" y dice haber abordado en calidad de “vicio inherente” (tecnicismo marítimo para los inconvenientes naturales e inevitables). Tienen sexo, tras lo cual ella le dice a él que eso no implica que han vuelto.
Penny (Reese Witherspoon), una asistente del fiscal de distrito con quien Doc está teniendo una aventura amorosa, le entrega archivos confidenciales que revelan que el departamento de policía le paga al prestamista Adrian Prussia (Peter McRobbie) para cometer asesinatos y que una de sus víctimas fue el excompañero de Bigfoot. Prussia está vinculado a Golden Fang y Doc se entera de que Glen Charlock estuvo involucrado en un trato, por lo que fue asesinado. Doc visita a Adrian, notando su obsesión con los bates de béisbol, pero es secuestrado y drogado por su compañero, Puck. Se las arregla para escapar, matando a ambos. Bigfoot aparece y lo rescata, llevándolo a su casa, no sin plantar veinte kilos de heroína en su automóvil, cosa que Doc descubre en cuanto se queda solo. Hace arreglos para que las drogas sean devueltas a Golden Fang a cambio de la libertad de Coy. Doc y Bigfoot se disculpan mutuamente. Finalmente, Doc y Shasta se escapan juntos, y mientras lo hacen él le dice a ella que eso no implica que han vuelto. Ella sonríe.

## Reparto
- Joaquin Phoenix como Larry "Doc" Sportello.
- Josh Brolin como Det. Christian F. "Bigfoot" Bjornsen.
- Owen Wilson como Coy Harlingen.
- Katherine Waterston como Shasta Fay Hepworth.
- Reese Witherspoon como Penny Kimball.
- Benicio del Toro como Sauncho Smilax.
- Jena Malone como Hope Harlingen.
- Maya Rudolph como Petunia Leeway.
- Martin Short como el doctor Rudy Blatnoyd.
- Joanna Newsom como Sortilège.
- Eric Roberts como Mickey Wolfmann.
- Serena Scott Thomas como Sloane Wolfmann.
- Peter McRobbie como Adrian Prussia.
- Sasha Pieterse como Japonica Fenway.
- Delaina Mitchell como la esposa de "Bigfoot" Bjornsen.
- Michael K. Williams como Tariq Khalil.
- Jeannie Berlin como Tía Reet.
- Madison Leisle como Goldfang.
- Samantha Lemole como mamá de Goldfang.
- Shannon Collis como Bambi.
- Elaine Tan como Xandra.
- Hong Chau como Jade.
- Sam Jaeger como el agente Flatweed.
- Timothy Simons como el agente Borderline.
- Jefferson Mays como el doctor Threeply.
- Steven Wiig como Portola Barkeep.
- Keith Jardine como Puck Beaverton.
- Jillian Bell como Chlorinda.

## Producción

### Guion
Se informó por primera vez en diciembre de 2010 que Anderson quería adaptar la novela de Thomas Pynchon Inherent Vice; en ese momento estaba escribiendo un tratamiento y había comenzado un guion después de que The Master hubiera sido pospuesta indefinidamente el mes anterior. Anderson originalmente adaptó toda la novela de 384 páginas frase por frase, lo que hizo más fácil para él el trabajo de reducir el guion que hacerlo con la novela. Para febrero de 2011, Anderson había escrito un primer borrador y llevaba más de la mitad de un segundo. El primer borrador fue escrito sin narrador, pero el personaje de Sortilège más tarde se añadió como narradora de la historia. En septiembre de 2012, Anderson declaró que todavía estaba escribiendo el guion, pero que tenía la esperanza de que pudiera conseguir que la película entrara en producción en poco tiempo.
Esta es la primera adaptación cinematográfica de una novela de Thomas Pynchon, y Anderson la describió como "una película de Cheech y Chong". Años antes, Anderson había considerado adaptar la novela de Pychon de 1990  "Vineland", aunque no pudo encontrar la forma, pero cuando Inherente Vice fue lanzada se sintió atraído por ella y escribió la película al mismo tiempo que The Master. Anderson cambió significativamente el final comparado con el de la novela, a la que describió como "escrita profundamente y con cosas maravillosamente profundas mezcladas con los mejores chistes de pedos y chistes de mierda que te puedas imaginar". Anderson se inspiró en Kiss Me Deadly, The Big Sleep, basada a su vez en una historia de Raymond Chandler, The Long Goodbye  y en Up in Smoke, de Cheech y Chong. Anderson ha dicho que trató de meter tantos chistes en la pantalla como Pynchon estrujaba en sus páginas y que los gags visuales y trucos fueron inspirados por las parodias de tipo slapstick de Zucker, Abrahams y Zucker como Police Squad!, Top Secret! y Airplane!. Anderson también utilizó el cómic underground Fabulous Furry Freak Brothers, del que dijo que era una invaluable "biblia de investigación" para el proceso de escritura.

### Audición

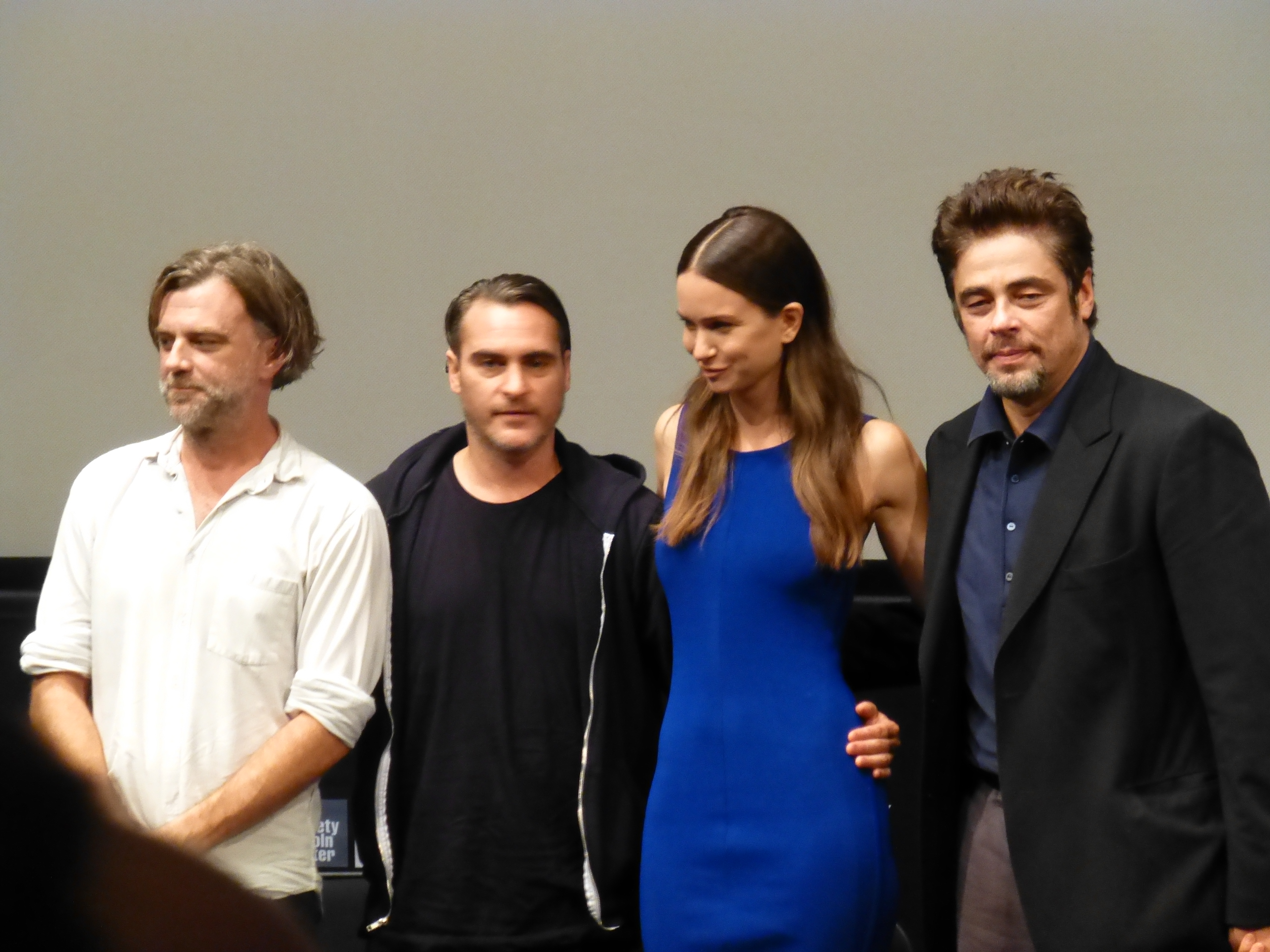
Parte del reparto junto con el director de la película

Según reportes Robert Downey Jr. estaba interesado en el papel de Larry "Doc" Sportello y había hecho planes para comenzar a filmar en el otoño de 2011, luego de haber abandonado la grabación de Oz the Great and Powerful. Downey Jr. declaró en diciembre de 2011 que la colaboración prevista era "probablemente cierta". En enero de 2013, se informó que Joaquin Phoenix estaba en conversaciones para el personaje y que Downey Jr. había rechazado en última instancia el papel. Downey Jr. dijo más tarde que Anderson había querido hacer la película con Joaquin Phoenix porque él era demasiado viejo. En mayo de 2013, se informó que Benicio del Toro, Owen Wilson, Reese Whiterspoon, Martin Short y Jena Malone estaban en conversaciones para unirse a la película. En mayo de 2013, se informó que Josh Brolin se había unido al elenco y que Katherine Waterston se había sumado para interpretar el papel principal femenino. En junio de 2013, se informó que Peter McRobbie y Sasha Pieterse también se habían sumado al elenco. En julio de 2013, se informó que Timothy Simons se había agregado al proyecto. En octubre de 2013, se informó que Michael K. Williams se había unido al reparto. En septiembre de 2014, se informó que Thomas Pynchon podría tener un cameo en la película, lo que Anderson no confirmó, citando la preferencia de Pynchon por permanecer fuera de la luz pública. Josh Brolin aseguró que Pynchon sí realizó un cameo y que estuvo en el set, aunque afirmó que nadie sabía que era él y que se quedó parado en un rincón.

### Rodaje
El rodaje comenzó en mayo de 2013, y se informó que iba a extenderse hasta el 2 de agosto de 2013. Los permisos de filmación cubrieron espacios como un depósito en el Valle de San Fernando, el frente de una tienda en Slauson Boulevard, tomas de conducción en la zona de Canoga Park, tomas en las carreteras del cañón por encima de Malibú y un depósito en Chinatown. En junio de 2014, el rodaje también tuvo lugar en Pasadena y a bordo del velero American Pride, ubicado en Long Beach.
El set de filmación fue descripto como un caos organizado, pero el elenco se sintió protegido cuando se tomaban grandes riesgos. Short afirmó: "Si estás trabajando con un gran director, te sientes muy, muy, muy seguro, porque sabes que todas las decisiones se tomarán meses más tarde en la sala de edición". Malone aseguró que la filmación "fue un proceso muy estructurado" y que el "caos sólo puede venir de una base lógica, porque debes saber sobre qué va a girar todo. La lógica se convierte en el caos y el caos se convierte en la lógica".
Según Waterston, Anderson no tenía un objetivo claro mientras filmaba, pero que no se sintió como algo caótico. Brolin expresó sentimientos similares, diciendo: "Fue una locura, caótico pero muy, muy gratificante". También declaró que había "una muy extraña falta de pretensión", y dijo que Anderson trabajaba a la par de los actores cuando sentían que algo no estaba funcionando. Sasha Pieterse dijo que Anderson le dio "libertad y flexibilidad para sumergirse realmente en su personaje y darle forma a las escenas". Owen Wilson dijo sobre el rodaje: "A veces yo no sabía lo que estaba haciendo. Nos animaron a hacer más o menos lo que quisiéramos".

### Música
El 6 de febrero de 2014, The Film Music Reporter confirmó que el guitarrista de Radiohead Jonny Greenwood sería el compositor de la música para la película. Su partitura fue grabada por la Royal Philharmonic Orchestra en Londres. Se trata de la tercera colaboración de Greenwood en una película de Anderson, siendo los dos primeros proyectos There Will Be Blood y The Master. Una canción de Radiohead inédita llamado "Spooks" apareció en la banda sonora, tocada por Greenwood y miembros de la banda Supergrass. Greenwood dijo que la canción era "una idea a medio terminar que nunca pudimos hacer funcionar en vivo", describiéndola como un pastiche de la música de Pixies y la música surf. La banda sonora también incluyó canciones de finales de los 60 y comienzos de los 70 de Neil Young, Can y The Marketts, entre otros artistas. Fue lanzada a la venta por Nonesuch Records el 16 de diciembre de 2014.

## Estreno
Inherent Vice se estrenó como pieza central en el Festival de Cine de Nueva York el 4 de octubre de 2014. La película tuvo un estreno limitado a partir del 12 de diciembre de 2014, extendiéndose hasta el 9 de enero de 2015.

## Recepción
Las primeras reacciones a Inherent Vice fueron positivas. En el sitio web especializado Rotten Tomatoes la película tiene una calificación de 71%, basada en 35 comentarios, con una calificación promedio de 7.5 sobre 10. El consenso del sitio dice: «Inherent Vice puede resultar frustrante para los espectadores que demandan coherencia absoluta, pero hace justicia a su aclamado material de origen y debería satisfacer a los fans del director Paul Thomas Anderson». Muchos críticos han elogiado la película por su dirección y actuaciones, especialmente las de Josh Brolin y Katherine Waterston, pero han criticado su complicada trama. En el sitio web Metacritic, la película tiene una puntuación de 84 sobre 100, basada en 13 críticas, lo que indica "aclamación universal". Algunas de las críticas afirman que Inherent Vice tiene todos los ingredientes de una película de culto.
Matt Patches, de IGN, escribió: "Es absolutamente fascinante y una de las películas más maravillosos del año", pero agregó que la película también "es densa, con porciones de su mente sin ningún tipo de pensamientos claros". Ken Choy, de Wide Lantern, dijo: "Aborrezco esta película. Reciclan las pelucas de American Hustle pero olvidaron la trama". Ethan Alter, de Film Journal, comentó que la película es "confusa, desafiante y consistentemente única".

## Premios y candidaturas
| Premio                                    | Categoría                                | Receptores                               | Resultado  | Ref(s) |
| ----------------------------------------- | ---------------------------------------- | ---------------------------------------- | ---------- | ------ |
| Premios Óscar                             | Mejor guion adaptado                     | Paul Thomas Anderson                     | Candidato  | [ 41 ] |
| Premios Óscar                             | Mejor vestuario                          | Mark Bridges                             | Candidato  | [ 41 ] |
| Premio de la Crítica Online de Boston     | Top Ten de las Mejores películas del año | Top Ten de las Mejores películas del año | Ganadora   | [ 42 ] |
| Premio de la Crítica de Boston            | Mejor música usada en una película       | Jonny Greenwood                          | Ganador    | [ 43 ] |
| Premio de la Crítica de Los Ángeles       | Mejor banda sonora                       | Jonny Greenwood                          | Ganador    | [ 44 ] |
| National Board of Review                  | Top 10 de películas                      | Top 10 de películas                      | Ganadora   | [ 45 ] |
| National Board of Review                  | Mejor guion adaptado                     | Paul Thomas Anderson                     | Ganador    | [ 45 ] |
| Premios Satellite                         | Mejor actriz de reparto                  | Katherine Waterston                      | Candidata  | [ 46 ] |
| Premios Satellite                         | Mejor guion adaptado                     | Paul Thomas Anderson                     | Candidato  | [ 46 ] |
| Premios Satellite                         | Mejor fotografía                         | Robert Elswit                            | Candidato  | [ 46 ] |
| Premios Independent Spirit                | Premio Robert Altman                     | Premio Robert Altman                     | Ganadora   | [ 47 ] |
| Globos de Oro                             | Mejor actor - Comedia o musical          | Joaquín Phoenix                          | Candidato  | [ 48 ] |
| Crítica de Florida                        | Mejor guion adaptado                     | Paul Thomas Anderson                     | Candidato  | [ 49 ] |
| Crítica de Utah                           | Mejor guion adaptado                     | Paul Thomas Anderson                     | Ganador    | [ 50 ] |
| Crítica de Austin                         | Top 10                                   | Inherent Vice                            | Ganadora   | [ 51 ] |
| Asociación de Críticos de Cine de Phoenix | Mejor diseño de vestuario                | Mark Bridges                             | Candidato  | [ 52 ] |
| Crítica de Houston                        | Mejor película                           | Inherent Vice                            | Candidata  | [ 53 ] |
| Crítica de Houston                        | Mejor director                           | Paul Thomas Anderson                     | Candidato  | [ 53 ] |
| Crítica de Houston                        | Mejor actor de reparto                   | Josh Brolin                              | Candidato  | [ 53 ] |
| Crítica de Houston                        | Mejor póster                             | Inherent Vice                            | Candidata  | [ 53 ] |
| Crítica de Chicago                        | Mejor guion adaptado                     | Paul Thomas Anderson                     | Candidato  | [ 54 ] |
| Crítica de Chicago                        | Mejor fotografía                         | Robert Elswit                            | Candidato  | [ 54 ] |
| Crítica de St. Louis                      | Mejor actor de reparto                   | Josh Brolin                              | Candidato  | [ 55 ] |
| Crítica de St. Louis                      | Mejor banda sonora original              | Jonny Greenwood                          | Candidato  | [ 55 ] |
| Crítica de Detroit                        | Mejor actor de reparto                   | Josh Brolin                              | Candidato  | [ 56 ] |
| Premios de Sociedad de la Crítica Online  | Mejor actor de reparto                   | Josh Brolin                              | Candidato  | [ 57 ] |
| Premios de Sociedad de la Crítica Online  | Mejor guion adaptado                     | Paul Thomas Anderson                     | Candidato  | [ 57 ] |
| Crítica de San Francisco                  | Mejor guion adaptado                     | Paul Thomas Anderson                     | Ganador    | [ 58 ] |
| Crítica de San Francisco                  | Mejor montaje                            | Leslie Jones                             | Candidata  | [ 58 ] |
| Crítica de San Francisco                  | Mejor diseño de producción               | David Crank                              | Candidato  | [ 58 ] |
| Premios de la Crítica Cinematográfica     | Mejor actor de reparto                   | Josh Brolin                              | Nominado   | [ 59 ] |
| Premios de la Crítica Cinematográfica     | Mejor guion adaptado                     | Paul Thomas Anderson                     | Candidato  | [ 59 ] |
| Premios de la Crítica Cinematográfica     | Mejor dirección artística                | Ruth De Jong & Amy Wells                 | Candidatas | [ 59 ] |
| Premios de la Crítica Cinematográfica     | Mejor vestuario                          | Mark Bridges                             | Candidato  | [ 59 ] |
| Crítica de Washington D. C.               | Mejor guion adaptado                     | Paul Thomas Anderson                     | Candidato  | [ 60 ] |
| Crítica en Internet de Boston             | Top 10 (2014)                            | Inherent Vice                            | Ganadora   | [ 61 ] |